# SN revija
SN revija je bila hrvatski ilustrirani športski tjednik iz Zagreba. Izdavač su bile Sportskih novosti. Izlazila je do 1985., nakon čega ju je nadomjestila revija Sprint.
Uređivali su ju Roman Garber, Miroslav Rede i Stanko Kučan.